# NOAA-7
NOAA-7 (vor dem Start NOAA-C) war ein Wettersatellit der Tiros-N-Serie, der die Erde in 830 km Höhe in einer polaren Umlaufbahn umkreist. Von seinem Start am 23. Juni 1981 auf einer Atlas-F-Rakete bis zu seinem Ausfall am 1. Februar 1985 nahm der Satellit meteorologische Daten für die National Oceanic and Atmospheric Administration auf.
Der Satellit verfügte über eine Dreiachsenstabilisierung und basierte auf der 5D-Version des für das US-amerikanische Militär entwickelten DMSP-Wettersatelliten.
NOAA-7 trug als Nutzlast folgende Instrumente:
- AVHRR (advanced very high resolution radiometer): ein hochauflösendes Radiometer zur Kartierung der Wasseroberflächentemperatur und für Tag/Nacht-Übersichtsbilder,
- TOVS (TIROS operational vertical sounder) bestehend aus:
  - HIRS/2 (High Resolution Infrared Radiation Sounder Version 2): ein Gerät zur Bestimmung von Temperatur- und Feuchtigkeitsprofilen in der Troposphäre,
  - SSU (Stratospheric Sounding Unit): ein Vierkanalspektrometer im 60-GHz-Bereich zur Bestimmung von Temperaturprofilen der Stratosphäre
  - MSU (Microwave Sounding Unit): ein Mikrowellen-Sondierungs-Instrument (siehe Mikrowellen-Radiometer)
- SEM (space environment monitor): ein Strahlungmessgerät für lokale Elektronen und Protonen.